# Constantin Sănătescu
Constantin Sănătescu (n. 14 ianuarie 1885, Craiova, România – d. 8 noiembrie 1947, București, România) a fost un general român de cavalerie, care a îndeplinit funcția de șef al Casei Militare Regale, iar apoi, după Lovitura de stat din 23 august 1944, a fost cel de-al 44-lea președinte al Consiliului de Miniștri al României (23 august - 2 decembrie 1944) în două cabinete succesive. Ulterior,  a îndeplinit funcția de șef al Marelui Stat Major al Armatei Române (11 decembrie 1944 - 20 iunie 1945).

## Biografie

### Tinerețea și începutul carierei militare
Constantin Sănătescu s-a născut la data de 14 ianuarie 1885 la Craiova ca fiu al locotenentului de infanterie Gheorghe Sănătescu (1858-1942), viitor general. A absolvit Școala Fiilor de Militari din Iași (1905), apoi a urmat Școala Militară de Infanterie și Cavalerie din București (1 septembrie 1905 - 1 iulie 1907), în aceeași promoție cu viitorii generali Gheorghe Mihail și Nicolae Macici, fiind avansat după absolvire la gradul de sublocotenent (1 iulie 1907) și repartizat în Regimentul 5 Roșiori. A fost avansat locotenent la 1 iulie 1910 și transferat la 16 octombrie 1910 ca ofițer instructor la Școala Militară de Ofițeri activi de cavalerie. A obținut gradul de căpitan la 1 aprilie 1915 și a fost numit comandant de escadron mai întâi în Regimentul 10 Călărași și apoi în Regimentul 7 Roșiori.

### Primul Război Mondial
Căpitanul Sănătescu a participat la luptele din Primul Război Mondial, fiind avansat la 1 septembrie 1917 la gradul de maior. Începând din 15 februarie 1918 a activat în statul major al Diviziei 16 Infanterie, apoi a fost transferat apoi în Marele Stat Major, iar ulterior a redevenit instructor la Școala Militară de Ofițeri activi de cavalerie.

### Perioada interbelică
A urmat apoi cursurile Școlii Superioare de Război (1 aprilie 1919 - 1 noiembrie 1920), fiind repartizat după absolvire în Marele Stat Major. A fost înaintat la 1 aprilie 1921 la gradul de locotenent-colonel. La 2 noiembrie 1926 a fost transferat în Secretariatul general al Ministerului de Război, iar, apoi, la 1 iulie 1927 a fost avansat colonel.
Colonelul Sănătescu a fost numit la 5 mai 1928 în funcția de atașat militar în cadrul Legației României de la Londra, unde a rămas timp doi ani până la 30 iunie 1930. După revenirea în România i s-a încredințat comanda Regimentului de gardă călare. A fost numit la 1 octombrie 1933 în funcția de șef al statului major al Inspectoratului General al Cavaleriei, iar după un an a revenit în Marele Stat Major, pentru ca la 15 iunie 1935 să devină comandant al Brigăzii 3 cavalerie. A fost înaintat la 16 octombrie 1935 la gradul de general de brigadă.
După doi ani la comandă a fost numit la 1 noiembrie 1937 în funcția de subșef al Marelui Stat Major, îndeplinind această funcție în timpul mandatului generalului de divizie Ștefan Ionescu. La 27 februarie 1939, la scurtă vreme după înlocuirea la 1 februarie 1939 a generalului Ionescu cu generalul Țenescu în funcția de șef al Marelui Stat Major, Constantin Sănătescu a trecut la comanda Diviziei 3 cavalerie, fiind înaintat în 25 octombrie 1939 la gradul de general de divizie. A deținut apoi funcțiile de comandant al Corpului 8 armată, comandant al Corpului de cavalerie, comandant al Comandamentului militar al Capitalei în timpul Rebeliunii legionare și comandant al Corpului 4 armată (1941-1943).
În calitate de comandant al Corpului 8 armată, generalul Sănătescu a fost cel care a oprit Pogromul de la Dorohoi împotriva evreilor declanșat în anul 1940.

### Al Doilea Război Mondial
Intrarea României în cel de-al Doilea Război Mondial (22 iunie 1941) l-a găsit la comanda Corpului 4 armată. A participat timp de doi ani la luptele de pe Frontul de Est, remarcându-se în Bătălia de la Odesa și în Bătălia de la Cotul Donului. A fost decorat la 7 noiembrie 1941 cu Ordinul „Steaua României” cu spade în gradul de Mare Ofițer cu panglică de „Virtutea Militară” „pentru destoinicia cu care a condus trupele Corpului de Armată în bătălia dela Odesa. Acționând cu toată vigoarea, a înfrânt definitiv rezistența inamică din regiunea Sud Tătarca, pătrunzând în Odesa”. A fost înaintat în 24 ianuarie 1942 la gradul de general de corp de armată.
În martie 1943 a fost chemat de pe front și numit șef al Casei Militare Regale (20 martie 1943 – 24 ianuarie 1944) și apoi mareșal al Palatului (1 aprilie 1944 – 23 august 1944). A participat la câteva întruniri cu civili și militari apropiați Casei Regale, care plănuiau răsturnarea regimului antonescian, ieșirea României din războiul antisovietic și întoarcerea armelor împotriva Germaniei Naziste.
Pe 23 august 1944 regele Mihai I l-a demis și l-a arestat pe mareșalul Ion Antonescu, prin actul istoric numit astăzi Lovitura de stat de la 23 august 1944. Generalul Sănătescu a fost unul dintre organizatorii loviturii de stat, fiind un apropiat al regelui Mihai. În seara aceleiași zile el a fost desemnat președinte al Consiliului de Miniștri, formând un cabinet de militari în care conducătorii celor patru partide care îl susținuseră pe regele Mihai aveau câte un reprezentat fără portofoliu. Comunistul Lucrețiu Pătrășcanu deținea în plus și postul de ministru ad-interim al justiției. 
Guvernului Sănătescu i-a fost încredințată misiunea importantă de a consolida lovitura de stat prin respingerea atacului contingentelor germane din țară, iar în luptele purtate între 24 august și 31 august a fost eliberată o mare parte a teritoriului României (deși armata Uniunii Sovietice a ocupat de facto țara). Numirea lui Sănătescu în fruntea guvernului a fost oficializată printr-un decret regal emis  abia la 1 septembrie 1944.
Guvernul Sănătescu a trimis o delegație formată din prințul Barbu A. Știrbey, generalul Dumitru Dămăceanu, Lucrețiu Pătrășcanu și Ghiță Popp pentru negocierea și semnarea Convenției de Armistițiu la Moscova cu Națiunile Unite; rușii au tărăgănat primirea delegației până armata lor ocupase teritoriul României, actul fiind semnat pe 12 septembrie. Pe 15 septembrie a avut loc o ședință de lucru între membrii guvernului Constantin Sănătescu și participanții la semnarea armistițiului, în cadrul căreia Iuliu Maniu observa că negociatorii României au fost nevoiți „să accepte puncte care reprezintă o adevărată capitulație nu un contract liber de Armistițiu.” De asemenea, pe 12 septembrie 1944, la intervenția energică a generalului Sănătescu, a fost eliberat Anton Buga, care fusese condamnat la moarte.
Pe 4 noiembrie 1944 s-a format cel de-al doilea guvern condus de generalul Constantin Sănătescu. Cabinetul s-a confruntat cu provocările Partidului Comunist Român  (susținut de Uniunea Sovietică), care a solicitat să-i fie acordate două ministere strategice, Ministerul de Interne și Ministerul de Război. Pierzând și încrederea liderilor partidelor liberal și țărănist, care îl percepeau prea moderat față de comuniști, Sănătescu și-a depus pe data de 2 decembrie 1944 mandatul.
Constantin Sănătescu a fost înaintat la 6 decembrie 1944 la gradul de general de armată adjutant. A îndeplinit apoi funcția de șef al Marelui Stat Major al Armatei Române (11 decembrie 1944 - 20 iunie 1945), elaborând planurile de luptă ale Armatei Române și conducând operațiunile militare până la înfrângerea definitivă a Germaniei.
După încheierea războiului generalul Sănătescu a îndeplinit pentru o perioadă funcția de inspector general de armată. A murit în 1947 la București, fiind înmormântat la Cimitirul Bellu. A fost ultimul general al Armatei Române înmormântat cu onoruri integrale cuvenite gradului său.

## Decorații
A fost decorat cu numeroase ordine și medalii românești și străine, printre care:
- Ordinul „Coroana României” în gradul de Mare Ofițer cu însemne militare (9 mai 1941)[13]
- Ordinul „Steaua României” cu spade în gradul de Mare Ofițer cu panglică de „Virtutea Militară” (7 noiembrie 1941)[4][8]
- Ordinul „Mihai Viteazul” cu spade, cl. a III-a[4]

## Legături externe
- Pagina de autor pe site-ul Editurii Humanitas

## Vezi și
- Guvernul Constantin Sănătescu (1)
- Guvernul Constantin Sănătescu (2)
- Palatul Regal din București
- Casa Nouă